# 貝爾普里 (堪薩斯州)
貝爾普里（英語：Belpre）是一個位於美國堪薩斯州愛德華茲縣的城市。

## 地方資料
根據2020年美國人口普查的數據，貝爾普里的面積為1.06平方千米，當中陸地面積為1.06平方千米，而水域面積為0.00平方千米。當地共有人口97人，而人口密度為每平方千米91.51人。